# مک سوخته
مک سوخته یا توزگی، روستایی در دهستان جالق بخش مرکزی شهرستان گلشن در استان سیستان و بلوچستان ایران است.

## جمعیت
بر پایه سرشماری عمومی نفوس و مسکن در سال ۱۳۹۵، جمعیت این روستا برابر با ۵۷۲ نفر (۱۴۸ خانوار) بوده‌است.